# Nikolaus Rott

Nikolaus Rott (ca. 1975)

Nikolaus Rott (* 6. Oktober 1917 in Budapest; † 10. August 2006 in Palo Alto) war ein ungarisch-US-amerikanischer Aerodynamiker und Professor an der ETH Zürich.

## Leben
Nikolaus Rott erhielt seine Reifeprüfung 1935 an einer Oberrealschule in Budapest und studierte von 1935 bis 1940 Maschineningenieurwesen an der ETH Zürich. Dort promovierte er im Jahr 1945 bei Jakob Ackeret, bei dem er seit Mai 1943 als Privatassistent tätig war. Von 1947 bis 1951 lehrte er als Privatdozent für Theoretische Aerodynamik an der ETH Zürich. Von 1951 bis 1960 war er Professor an der Cornell University in Ithaca, New York, anschliessend bis 1967 an der Universität von Kalifornien in Los Angeles. 1967 kehrte er als ordentlicher Professor für Strömungslehre an die ETH zurück. Für die Amtsdauer 1974 bis 1976 stand er der Abteilung Maschineningenieurwesen (IIIA) vor. Er emeritierte 1983 und lebte in Palo Alto.

## Forschung
Rott befasste sich mit vielen wissenschaftlichen Themen wie der Fluidmechanik und der Luft- und Raumfahrt. Von ihm stammen grundlegende Beiträge auf den Gebieten der Strömungen in rotierenden Systemen, der Unter- und Überschallströmung um Fluggeräte oder der linearen und nicht linearen Dynamik von Gasen. Ebenso entwickelte Rott die theoretischen Grundlagen der Thermoakustik, welche Anwendung in der Kühlung und Belüftung von Raumkapseln und Satelliten fanden. Für seine Forschungsarbeiten erhielt er zahlreiche internationale Auszeichnungen. Einer breiteren Öffentlichkeit ist er durch das Rott’sche Chaotische Pendel bekannt. Während seiner Zeit an der ETH Zürich veröffentlichte Rott 25 Publikationen und betreute 12 Dissertationen. Während mehrerer Jahre war er Chefredaktor der Zeitschrift für Angewandte Mathematik und Physik (ZAMP).

## Mitgliedschaften und Auszeichnungen
- 1967 Fellow der American Physical Society[3]
- 1976 Fellow des American Institute for Aeronautics and Astronautics[3]
- 1985 Ehrendoktor der ETH Lausanne[4]
- Schweizer Vertreter bei der Internationalen Vereinigung für theoretische und angewandte Mechanik[4]

## Publikationen (Auswahl)
- Das Feld einer raschbewegten Schallquelle. Diss. Techn. Wiss. ETH Zürich, Nr. 1351, 1945, doi:10.3929/ethz-a-000090894.